# QuteCom
OpenWengo är en sammanslutning av anhängare av fri programvara. Den backas upp av Wengo, en fransk leverantör av IP-telefoni. Wengo stöds i sin tur av det franska telekommunikationsbolaget Neuf Telecom.
OpenWengo har utvecklat programmet WengoPhone för IP-telefoni med SIP och är släppt med GNU General Public License och finns till Microsoft Windows 2000/XP och Debian GNU/Linux. Klienter för Mac OS och Pocket PC är under utveckling[uppföljning saknas].